# Чемпіонат НДР з хокею 1978—1979
Чемпіонат НДР з хокею 1979 — чемпіонат НДР, чемпіоном став клуб СК «Динамо» (Берлін) 7-й титул.

## Таблиця
| М  | Команда               | І  | Пер | Н | Пор | Ш     | О  |
| -- | --------------------- | -- | --- | - | --- | ----- | -- |
| 1. | СК «Динамо» (Берлін)  | 12 | 10  | 1 | 1   | 58:25 | 21 |
| 2. | «Динамо» (Вайсвассер) | 12 | 1   | 1 | 10  | 25:58 | 3  |

Скорочення: М = підсумкове місце, І = ігри, Пер = перемоги, Н = нічиї, Пор = поразки, Ш = закинуті та пропущені шайби, О = набрані очки

## Матчі
- СК «Динамо» (Берлін) — «Динамо» (Вайсвассер) 6:1
- СК «Динамо» (Берлін) — «Динамо» (Вайсвассер) 5:4
- СК «Динамо» (Берлін) — «Динамо» (Вайсвассер) 2:3
- СК «Динамо» (Берлін) — «Динамо» (Вайсвассер) 4:2
- СК «Динамо» (Берлін) — «Динамо» (Вайсвассер) 4:0
- СК «Динамо» (Берлін) — «Динамо» (Вайсвассер) 7:3
- СК «Динамо» (Берлін) — «Динамо» (Вайсвассер) 4:4
- СК «Динамо» (Берлін) — «Динамо» (Вайсвассер) 5:2
- СК «Динамо» (Берлін) — «Динамо» (Вайсвассер) 4:2
- СК «Динамо» (Берлін) — «Динамо» (Вайсвассер) 3:1
- СК «Динамо» (Берлін) — «Динамо» (Вайсвассер) 3:0
- СК «Динамо» (Берлін) — «Динамо» (Вайсвассер) 11:3